# Ib Eugen Jersing
Ib Eugen Jersing (23. juni 1917 i Aarhus – 18. juli 2003) var en dansk officer og modstandsmand.
Han var søn af postmester Emil Martin Jersing (død 1968) og hustru Hjørdis født Larsen (død 1971), tog realeksamen fra Sct. Petri Realskole og gennemgik Hærens Officersskole 1940-42. Han blev premierløjtnant 1942, var ansat ved 6. regiment i Odense 1942, deltog i modstandsbevægelsen indtil 29. august 1943, var flygtning i Sverige september samme år og var i Den Danske Brigade 1944-45.
Efter krigen blev Jersing adjudant og kompagnichef ved 5. bataljon i Odense 1946, lærer på Skydeskolen for Håndvåben og tjenstgørende ved generalinspektøren for fodfolket 1947-48, på generalstabskursus 1949 og British General Staff College 1950, ansat i Generalstaben 1951, fra 1953 som chef for hærstabens mobiliseringssektion, kompagnichef ved Sjællandske Livregiment 1955, blev oberstløjtnant 1956, Supreme Headquarters Allied Powers Europe 1956-59, bataljonschef ved Slesvigske Fodregiment 1960-61, chef for operationssektionen i Headquarters Allied Forces Baltic Approaches 1962-64, stabschef ved Jyske Division 1965-70, blev oberst 1970, var chef for 2. sjællandske brigade 1970-74 og for Sjællandske Livregiment fra 1974.
Han var Ridder af 1. grad af Dannebrogordenen og bar Hæderstegnet for god tjeneste ved Hæren, var præsident for Lions Club i Aabenraa 1966 og stiftende førstemester i Knud Lavard Gildet i Aabenraa.
Jersing blev gift 9. oktober 1942 med Karen Bendixen (1. marts 1920 i Aarhus - ), datter af cand.jur. Christian Frederik Henry Bendixen (død 1964) og hustru Johanne Kristine født Nielsen. 